# Бехрами, Валтон
Валтон Бехрами (алб. Valton Behrami; род. 16 марта 2004, Женева, Швейцария) — швейцарский и косовский футболист, защитник клуба «Серветт».

## Карьера
Играл в командах «Серветта» до 17 и 18 лет. Дебютировал за основную команду в швейцарской Суперлиге 20 марта 2022 года в матче с клубом «Сьон».

## Карьера в сборной
Играл за сборную Швейцарии до 19 лет. Дебютировал на международном уровне 26 апреля 2022 года в товарищеском матче со сверстниками из Грузии.